# Nina Awdoszyna-Wołodarska
Nina Andriejewna Awdoszyna-Wołodarska (Нина Андреевна Авдошина-Володарская; ur. 1937) – radziecka śpiewaczka (sopran), Ludowy Artysta RFSRR (1984). 
W 1959 ukończyła Państwowy Instytut Sztuki Teatralnej (GITIS), po czym została solistką Nowosybirskiego Teatru Opery i Baletu, od 1962 była solistką Woroneskiego Teatru Muzycznego, od 1965 - Leningradzkiego Małego Teatru Opery i Baletu, a od 1967 - Moskiewskiego Akademickiego Teatru Muzycznego im. Stanisławskiego i Niemirowicza-Danczenki. Od 1988 mieszka w USA .